# 張南史
張南史（？—？），字季直，幽州（今北京）人。
生平好圍棋。其後折節讀書，曾試參軍，與劉長卿、李紓友好。安史之亂起，避地婺州，曾任左卫仓曹参军。大历中，居揚州。晚年居宣城。由李紓之薦再召，以病未赴而卒。工於詩。《全唐诗》存其诗一卷。